# Hauptdreiecksnetzpunkte in Bayern

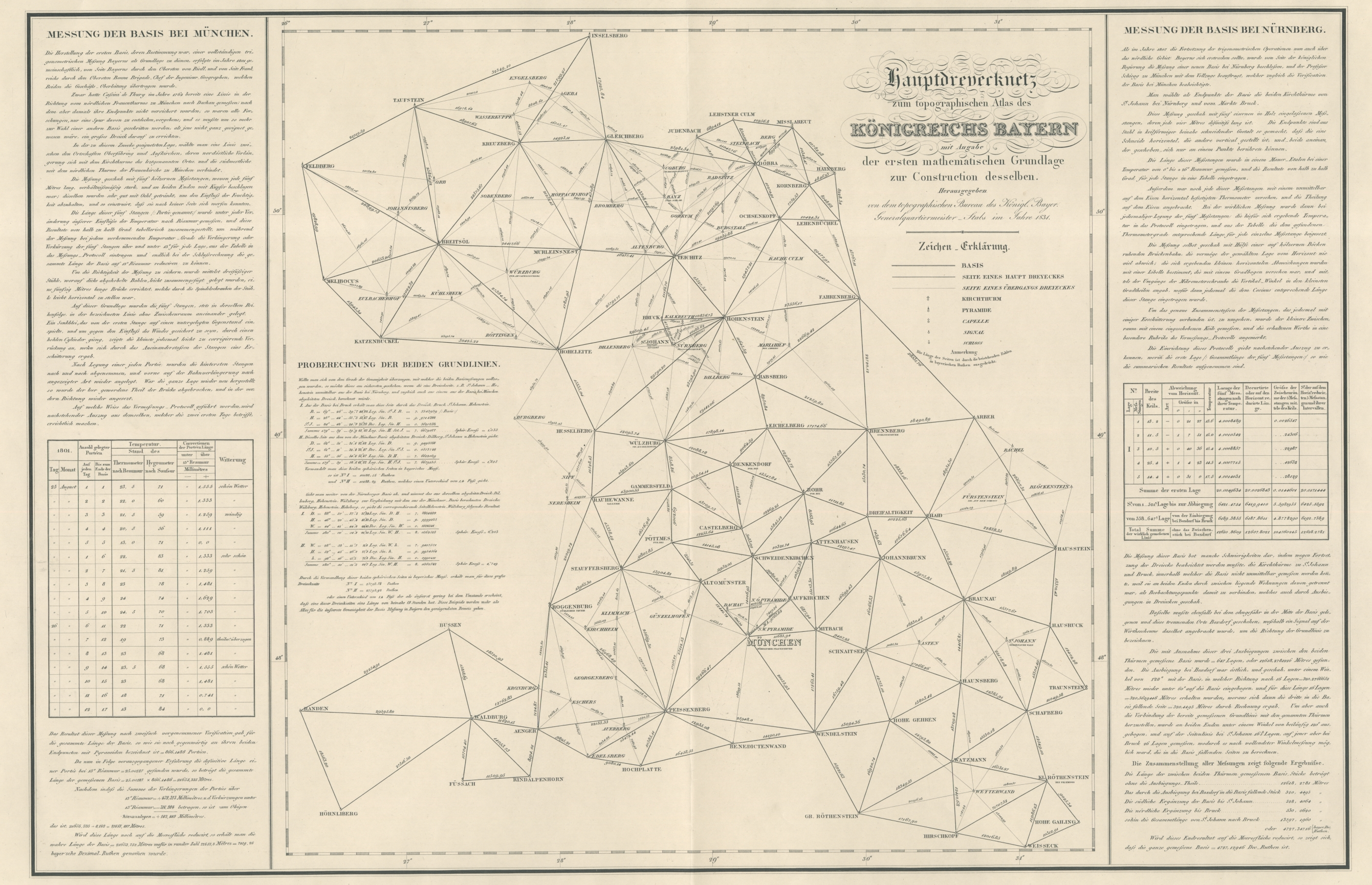
Hauptdreiecksnetz Bayern (1831)

Die ursprünglichen Hauptdreiecksnetzpunkte (HDNP) des bayerischen Triangulationsnetzes (Netz erster Ordnung) sind auf der Karte des Topographischen Bureaus aus dem Jahr 1831 verzeichnet.

## Durchführung der Messungen ab 1801
Zur Erstellung einer topografischen Karte wurde am 19. Juni 1801 in München ein Topographisches Bureau gegründet. Hauptaufgabe war zunächst die Messung der Basislinie Unterföhring–Aufkirchen mit dem Hauptdreiecksnetz, dem Sekundärnetz und der topografischen Aufnahme einzelner Gebiete.

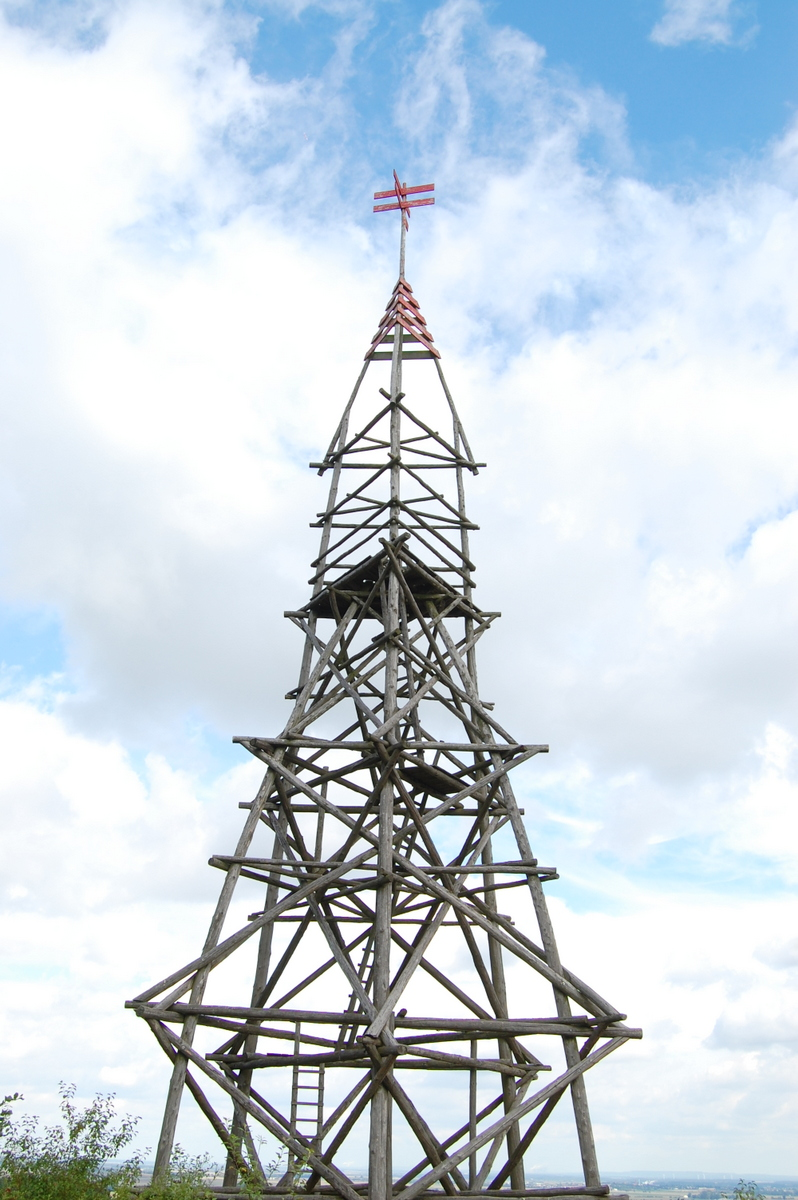
Hölzerner Vermessungsturm

Der erste Schritt zur Erstellung des Dreiecksnetzes bestand darin, im ganzen Land markante Punkte festzulegen und ihre Lage im Gradnetz der Erde zu bestimmen. In der Regel handelte es sich bei diesen Punkten um Bergspitzen oder um Türme mit direkter Sichtverbindung zu den jeweils nächstliegenden Punkten. Sie lagen zum Teil sehr weit auseinander, manchmal bis zu 80 Kilometer.
Die Leitung des Topographischen Bureaus beauftragte den französischen Ingenieursgeographen Charles Rigobert Bonne mit der Auswahl der Vermessungshauptpunkte und der Messung des Dreiecksnetzes.
Als 1807 das südbayerische mit dem fränkischen Netz verbunden wurde, ermittelte der Mathematiker und Astronom Ulrich Schiegg bei Nürnberg eine zweite Basislinie mit 13,8 Kilometer Länge, anhand derer die Genauigkeit der Winkelmessungen geprüft werden konnte.
Ab 1808 wurde unter der Leitung von Johann Georg von Soldner das Netz mit Theodoliten aus der Münchener Werkstätte von Georg von Reichenbach erneut und mit noch höherer Genauigkeit vermessen.
Die Messungen zum Hauptdreiecksnetz waren 1825 abgeschlossen. Es umfasste 131 trigonometrische Punkte, die 10,8 bis 88,7 Kilometer voneinander entfernt waren. Sie befanden sich oft wegen der erforderlichen weiten Sicht für die Folgemessungen auf Kirchtürmen oder Bergspitzen. Behinderten Wälder die Sicht, mussten lange Schneisen geschlagen werden oder man errichtete hölzerne Beobachtungstürme von zum Teil beachtlicher Höhe.

## Hauptdreiecksnetzpunkte in Bayern um 1831 (Auswahl)
Die Bezeichnung der Punkte richtet sich im Folgenden nach der Karte aus dem Jahr 1831.
Die exakten Festpunktbeschreibungen befinden sich in der amtlichen Zusammenstellung aus dem Jahr 1956.

### Benedictenwand(Benediktenwand)

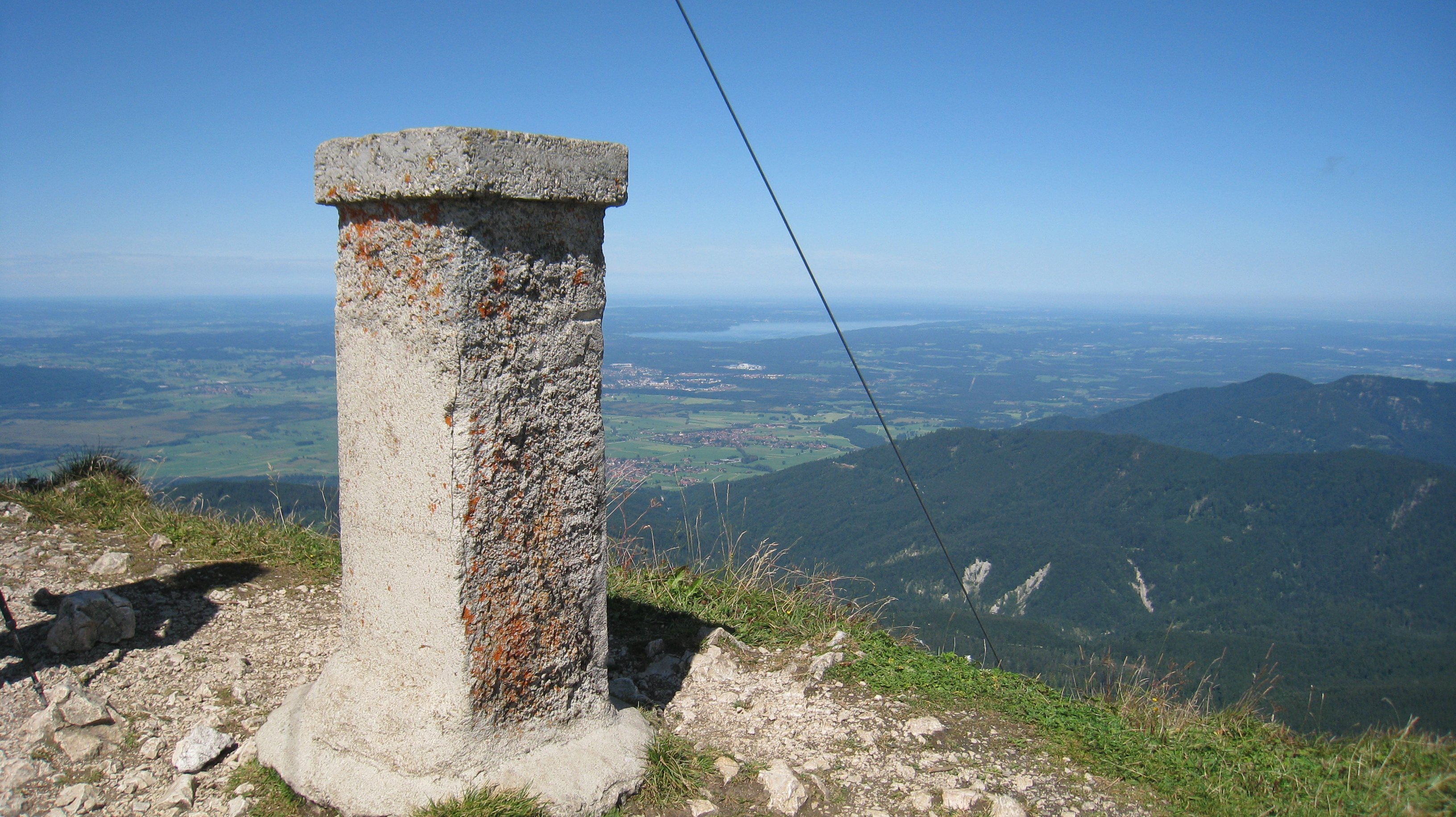
Vermessungs-Pfeiler Benediktenwand

Der Punkt 47° 39′ 12″ N, 11° 27′ 56″ O liegt mit 1801 Metern auf der höchsten Stelle der Benediktenwand. Benediktenwand Signal wurde 1802 trigonometrisch bestimmt. Eine Versicherung des Punktes unterblieb zunächst. Die Position des HDNP an der Stelle des 1877 errichteten Gipfelkreuzes konnte nicht eindeutig nachgewiesen werden. Im Jahre 1949 wurde in unmittelbarer Nähe des Kreuzes ein 1,25 Meter hoher, mit Betonmörtel verkleideter Backsteinpfeiler errichtet, der seither das neue Zentrum der Station bildet.
Stand 1956: Benediktbeuern, Benediktenwand, Festpunkt Nr. 6.

### Brennberg Schlossthurm(Brennberg)

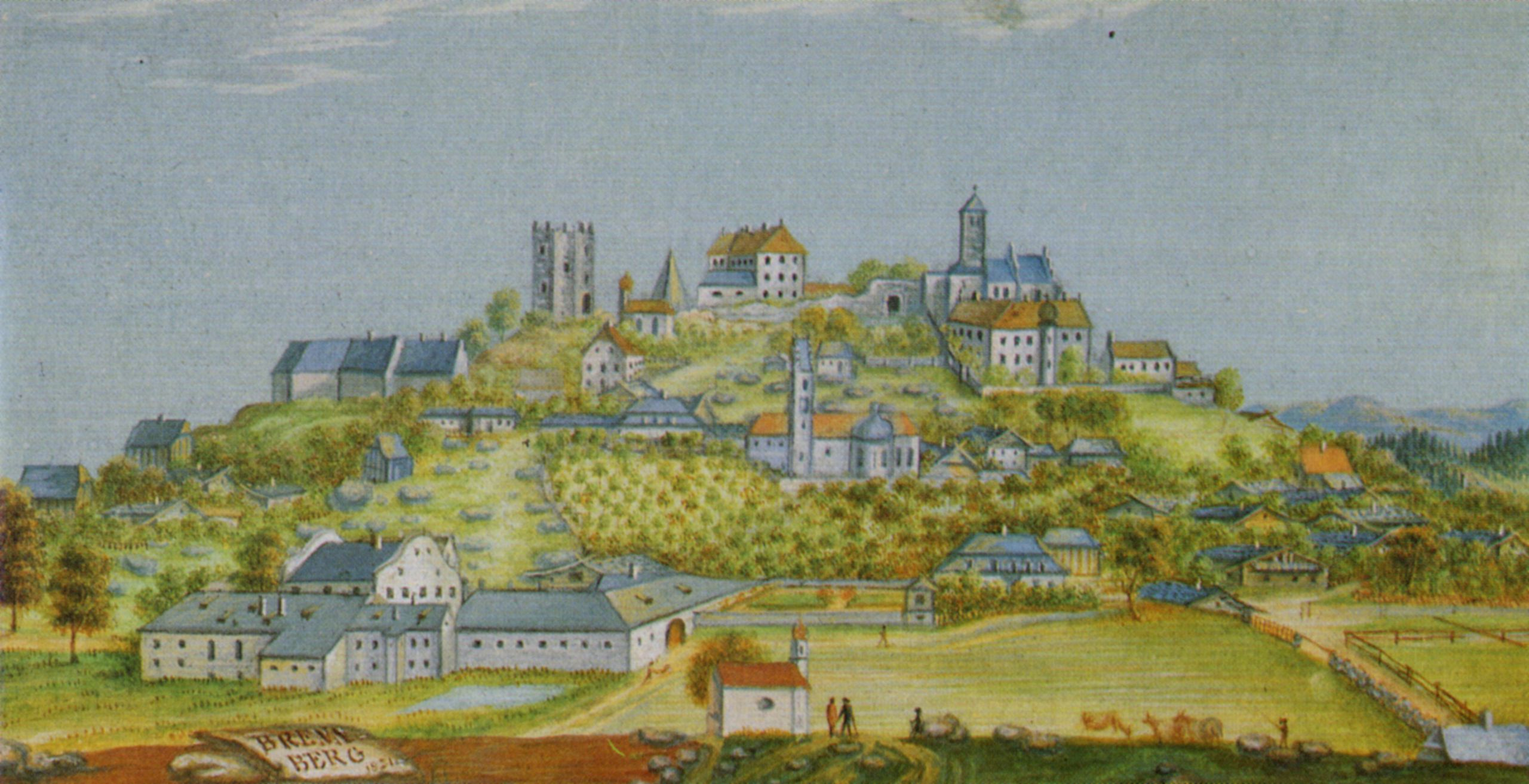
Brennberg im Jahr 1821

Der Punkt 49° 4′ 20″ N, 12° 23′ 55″ O liegt auf 650,9 Meter Höhe unmittelbar nördlich des Ortes Brennberg auf dem Gelände der Ruine von Burg Brennberg. HDNP der ersten Landesvermessung war ein viereckiger, mit Holzschindeln gedeckter Turm des frühen Thurn- und Taxisschen Schlosses. Durch den Einsturz des Turmes im Jahr 1890 ist der ursprüngliche Vermessungspunkt verloren gegangen. Bei der Ergänzung des Dreiecksnetzes in den Jahren 1925 bis 1927 wurde ein neuer Hauptnetzpunkt erster Ordnung bestimmt, wobei die Winkelmessungen auf einem Gerüstsignal von 18 Meter Beobachtungshöhe ausgeführt wurden. Es handelt sich um einen Nahtpunkt zwischen dem Oberdonau- und dem südbayerischen Hauptdreiecksnetz.

### Dreifaltigkeit(Dreifaltigkeitsberg (Rimbach))

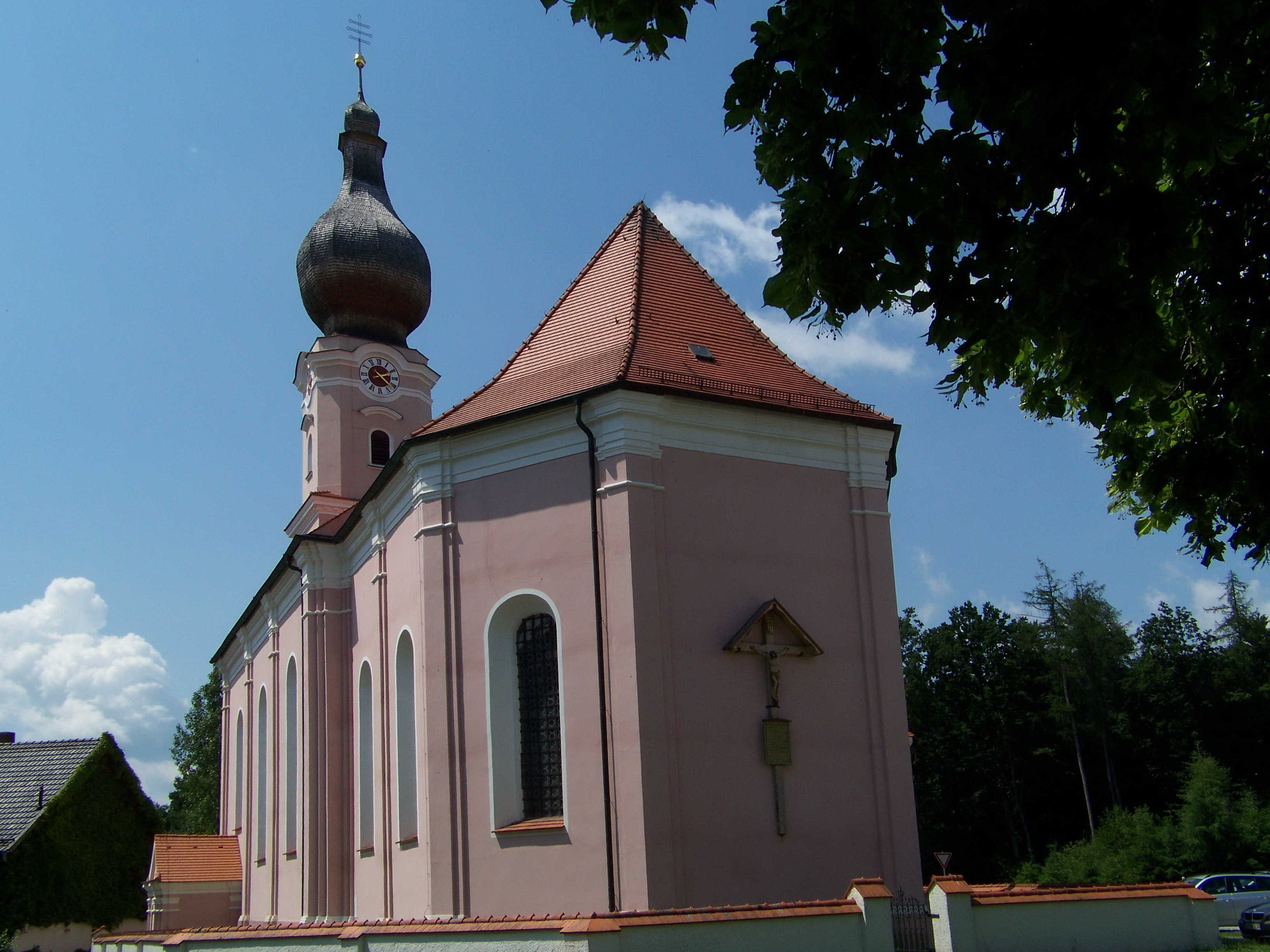
Dreifaltigkeitsberg (Kirche)

Der ursprüngliche HDNP Dreifaltigkeit Turm liegt bei 48° 40′ 29″ N, 12° 23′ 30″ O im Kirchturm auf dem 473 Meter hohen Dreifaltigkeitsberg in der Gemarkung Rimbach, Gemeinde Moosthenning in Niederbayern. Im Jahr 1937 wurde ein Ersatzpunkt mit der Bezeichnung Mühlhausen, Vogelsang nordwestlich in 2,1 Kilometer Entfernung gewählt.

### Habsberg(Wallfahrtskirche auf dem Habsberg)

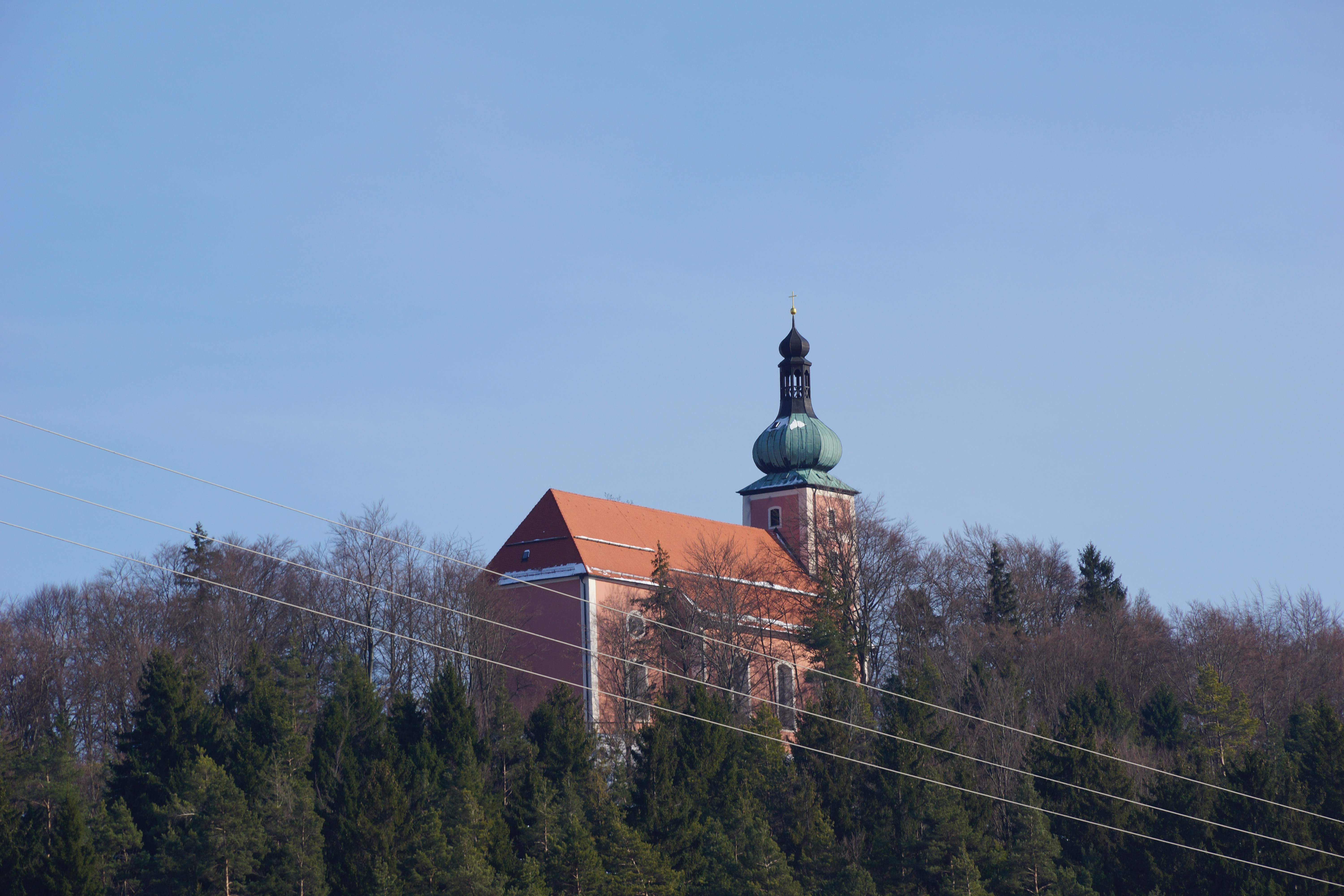
Wallfahrtskirche auf dem Habsberg

Der Punkt Habsberg liegt bei 49° 18′ 48″ N, 11° 37′ 55″ O und war durch die Mitte der Helmstange des Kirchturms auf dem Habsberg, in 38 Meter über dem Boden, dargestellt. Die ersten Winkelmessungen wurden 1803 ausgeführt.
Stand 1956: Oberwiesenacker, Habsberg, Festpunkt Nr. 63.

### Hohenstein

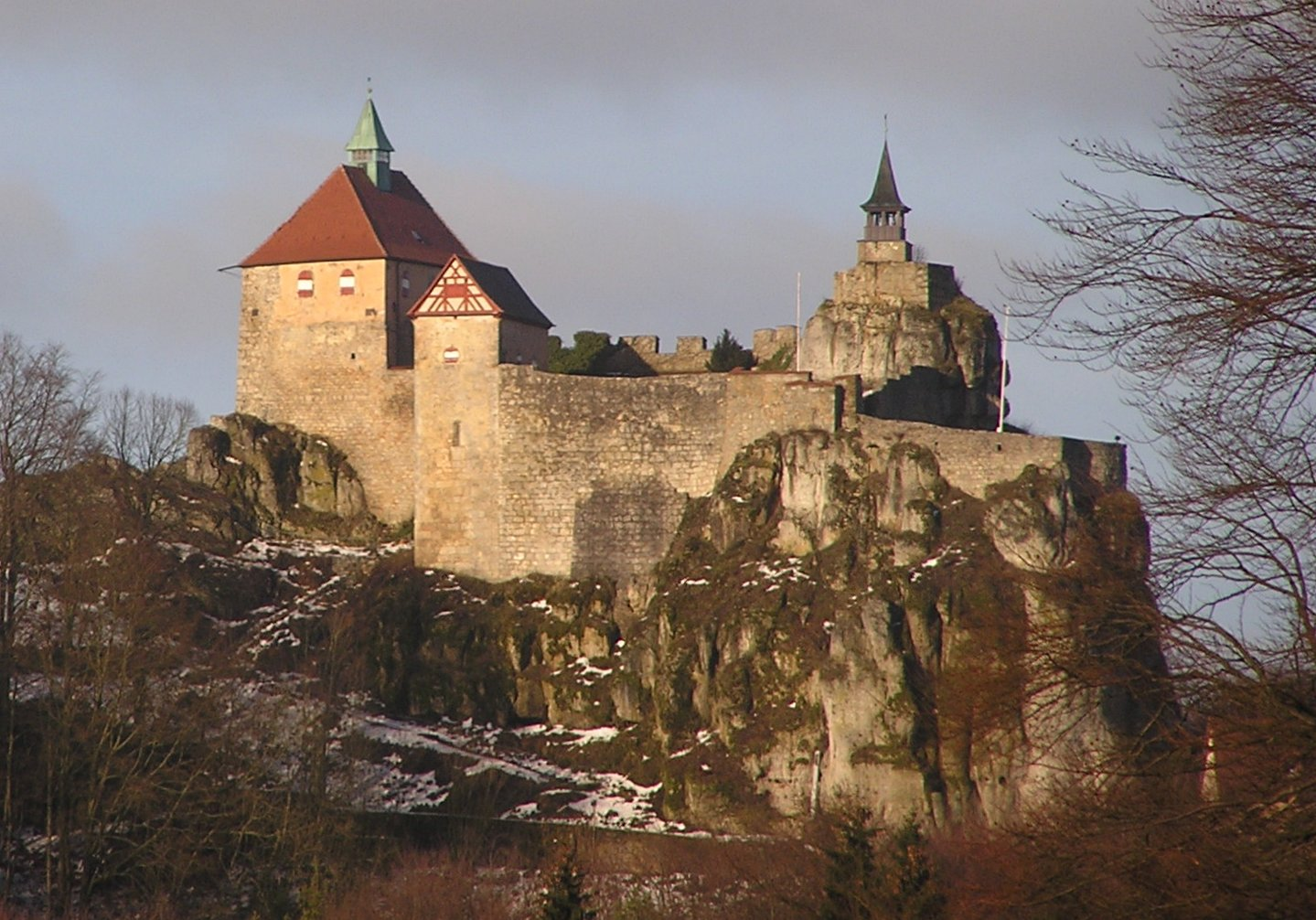
Burg Hohenstein in der Hersbrucker Alb

Der Punkt 49° 35′ 12″ N, 11° 25′ 20″ O liegt auf 627 m unmittelbar südwestlich des Dorfes Hohenstein auf der Burg Hohenstein. Hohenstein Signal wurde 1809 trigonometrisch bestimmt. Der Punkt wurde dargestellt durch die Spitze eines Türmchens auf der Dachmitte der Burg Hohenstein. Der Instrumentenstand befand sich lotrecht darunter innerhalb des Türmchens. Das Türmchen wurde im Jahr 1940 abgetragen.
Stand 1956: Algersdorf, Hohenstein, Festpunkt Nr. 1.

### Johannbrunn(Johannesbrunn)

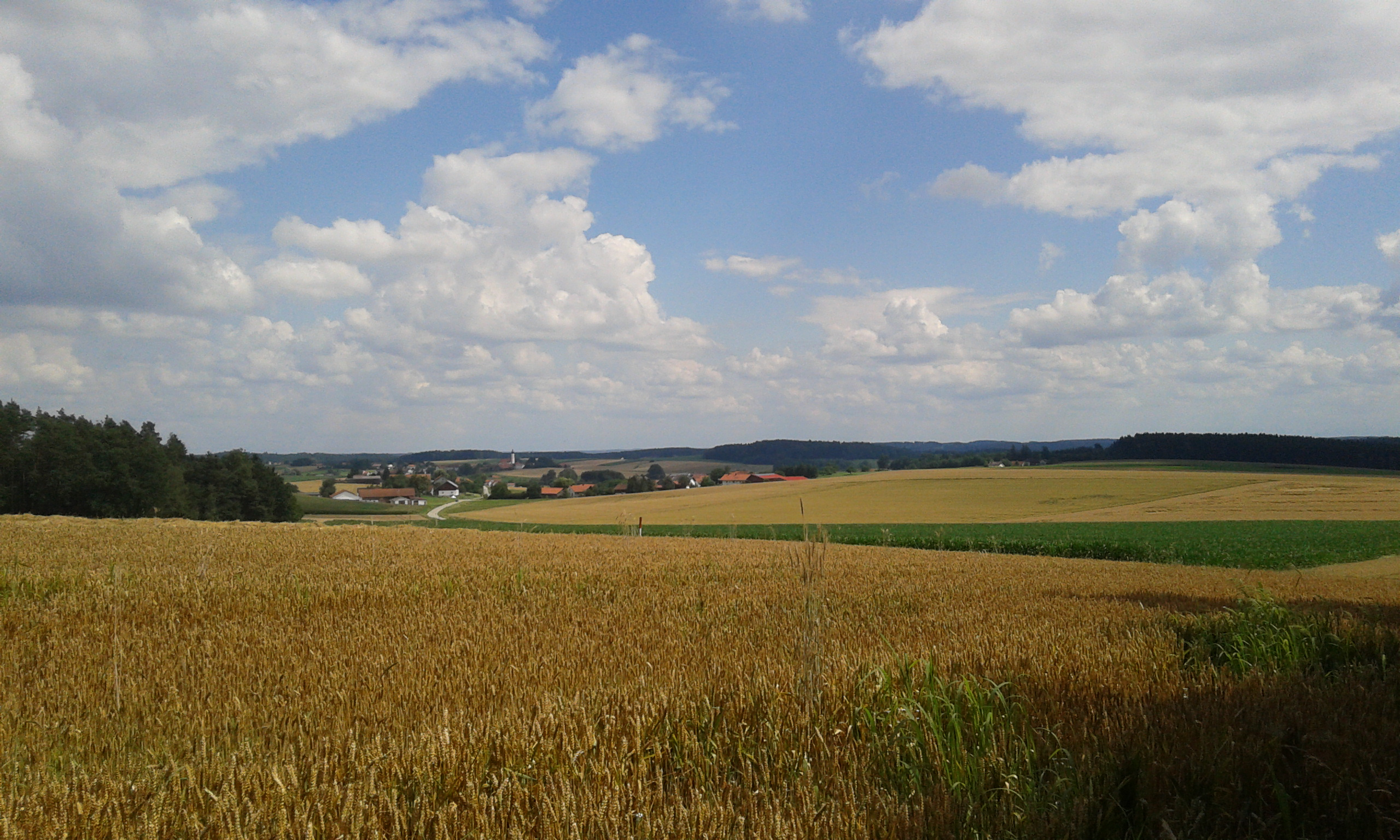
Blick vom HDNP Johannesbrunn nach Südosten

Der Punkt Johannesbrunn Pyramide liegt auf einer Anhöhe von 520 Metern etwa 1,5 Kilometer nordöstlich von Johannesbrunn im Landkreis Vilsbiburg bei den Koordinaten 48° 29′ 14″ N, 12° 28′ 27″ O. Die Beobachtungen auf der Pyramide begannen im Jahr 1804. Im Jahr 2012 lag der Punkt im dichten und durch einen Zaun unzugänglichen Unterholz.
Stand 1956: Hölsbrunn, Johannesbrunn, Festpunkt Nr. 36.

### Mitbach(Mittbach (Isen))

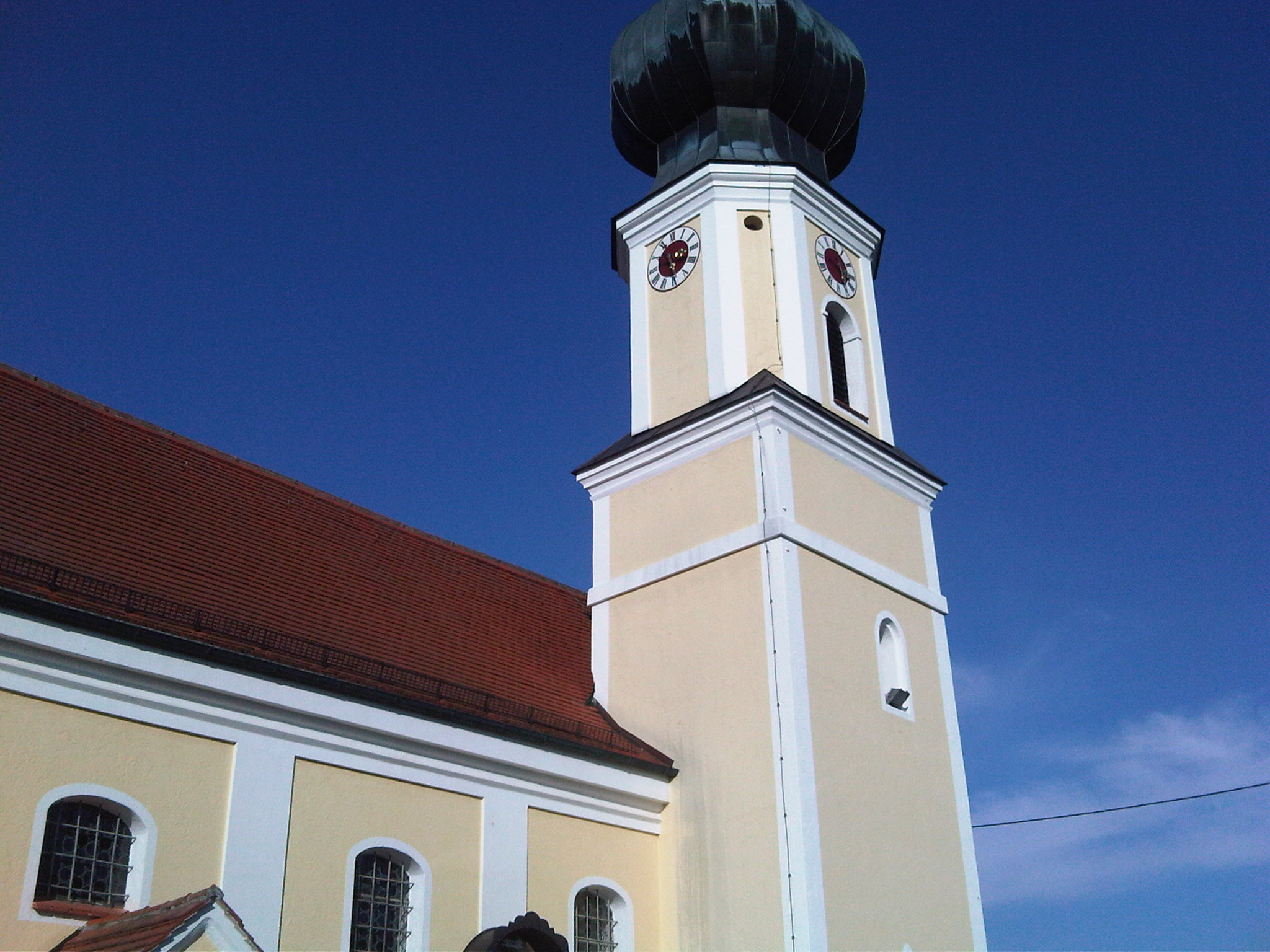
Kirchturm Mittbach

Der Punkt 48° 9′ 52″ N, 12° 1′ 47″ O liegt in der Ortschaft Mittbach auf 623,5 Meter Höhe rund 34 Kilometer östlich von München im Landkreis Wasserburg. Die ersten Winkelmessungen zum Punkt Mittbach Turm erfolgten im Jahr 1803. Damals wurde unmittelbar unter der Kuppel des Turms ein Beobachtungsstand eingebaut mit vier Öffnungen von etwa 30 × 120 Zentimetern im Turmdach. HDNP war die Helmstange. Für die Europäische Gradmessung im Jahr 1904 wurde die Winkelmessung im Beobachtungsraum auf einem massiven Backsteinpfeiler durchgeführt. Anlässlich der Bearbeitung des neuen bayerischen Hauptdreiecksnetzes wurde 1938 in die Kuppel des Turmes ein hölzerner Beobachtungspfeiler eingebaut und die Lage der abgeloteten Helmstange durch eine Leuchtschraube auf dem Tisch festgehalten.
Stand 1956: Mittbach, Festpunkt Nr. 53.

### Ochsenkopf

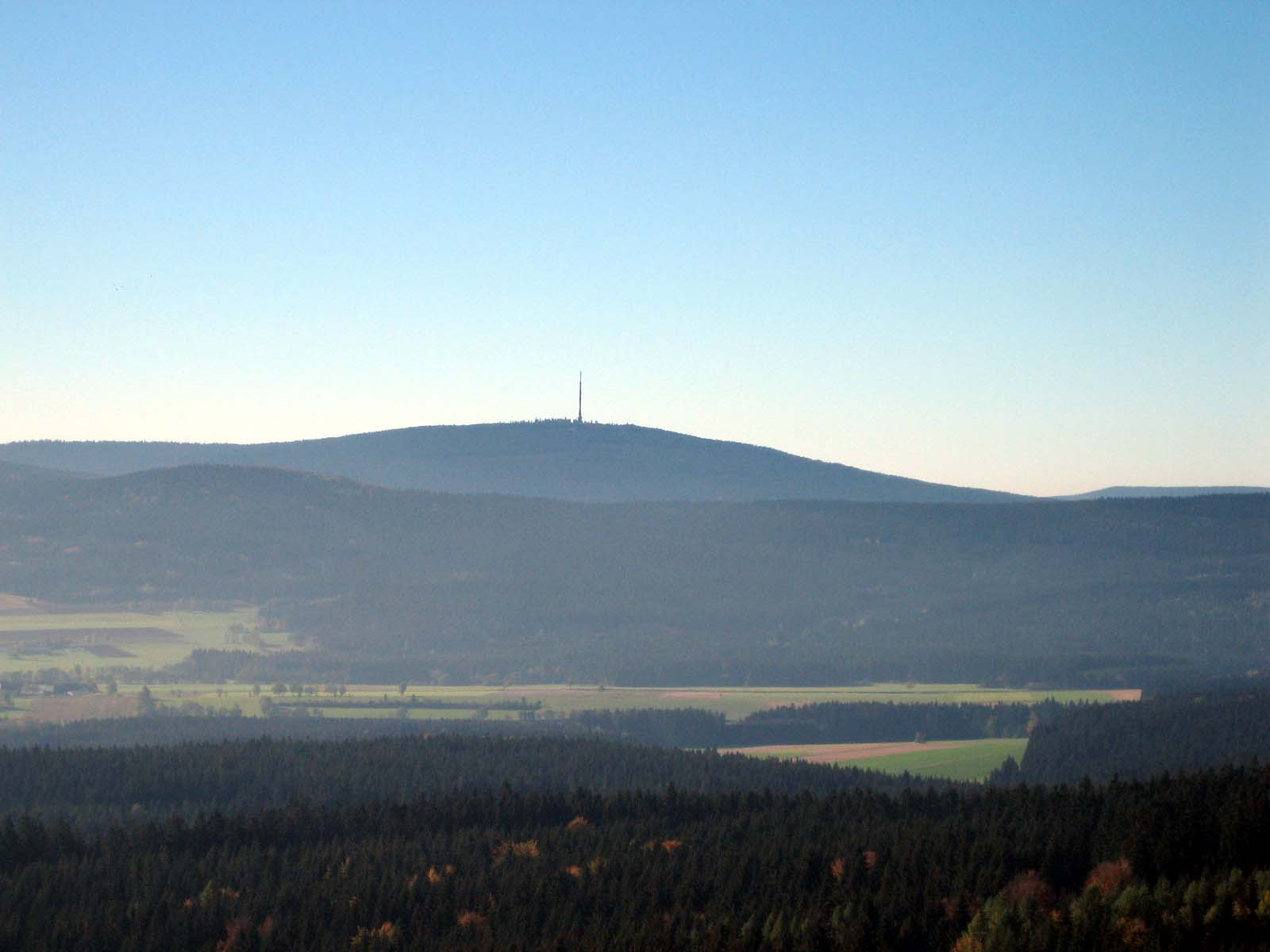
Ochsenkopf im Fichtelgebirge

Der Punkt 50° 1′ 51″ N, 11° 48′ 35″ O liegt auf dem Gipfel des 1024 Meter hohen Ochsenkopfes im Fichtelgebirge. Ochsenkopf Pyramide wurde 1850 durch ein in den Fels gehauenes Kreuz und 4 Nebenversicherungen (Kreuze im Felsen) versichert. Zum das Zentrum bezeichnenden Kreuz wurden im Jahr 1879 noch die Buchstaben HDNP eingemeißelt. Der Punkt liegt etwa 12 Meter südlich der Südecke der Asenturm-Gaststätte.
Im Jahr 1876 wurde etwa 22 Meter südöstlich des HDNP bei 50° 1′ 50″ N, 11° 48′ 36″ O ein rund sechs Meter hoher Steinpfeiler für die sächsische Triangulation und die internationale Erdmessung erbaut. Nach einer Beschädigung wurde er 1927 mit einer Höhe von 4,5 Metern wieder instand gesetzt.
Stand 1956: Bischofsgrün Forstbezirk, Ochsenkopf, Festpunkt Nr. 10.

### Schweidenkirchen(Schweitenkirchen)

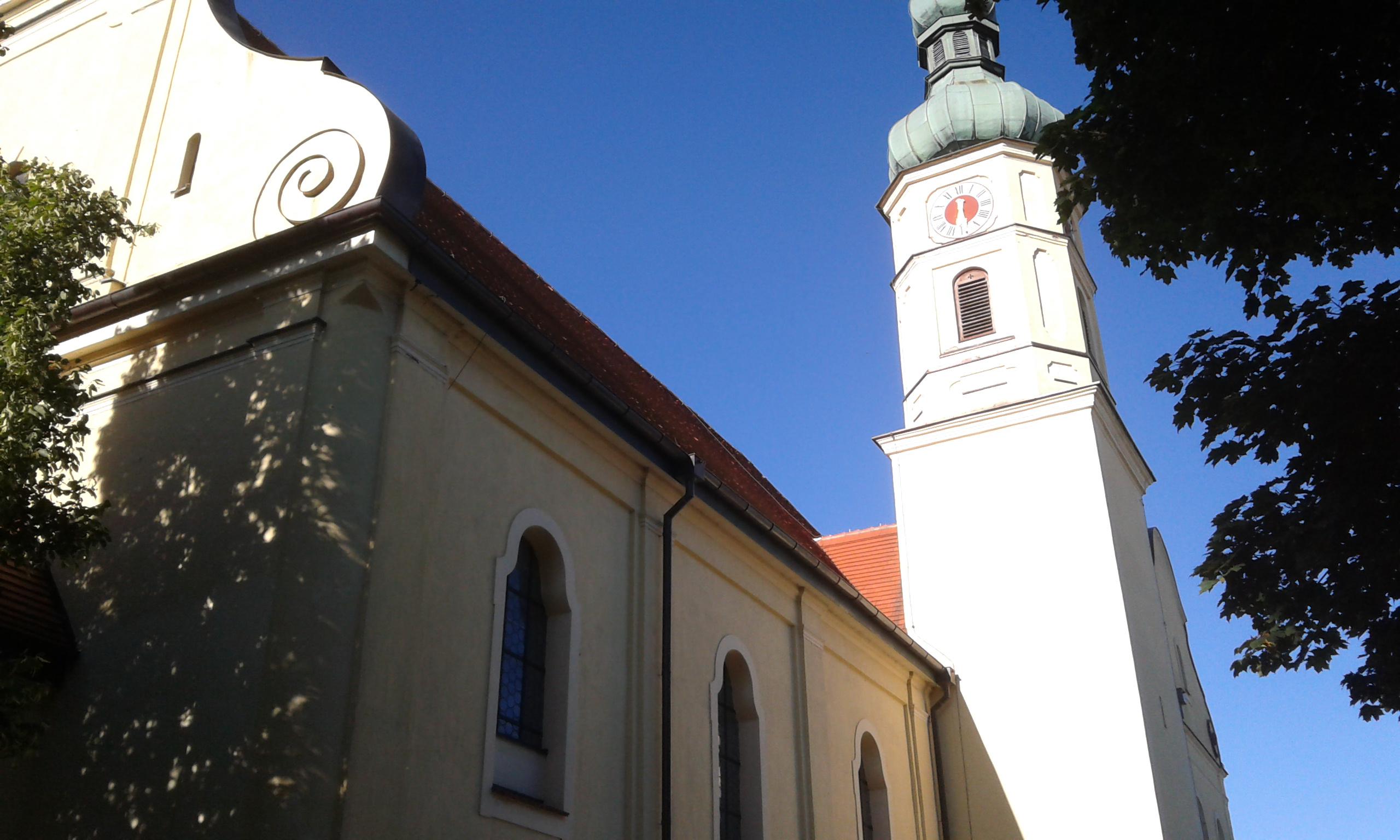
Kirche St. Johannis d. Täufer in Schweitenkirchen

Der Punkt Schweidenkirchen Turm bei 48° 30′ 20″ N, 11° 36′ 24″ O wurde erstmals 1806 in der Laterne des 31 Meter hohen Kirchturms gemessen. Die Kirche St. Johannis der Täufer liegt auf 533 Meter Höhe in Schweitenkirchen im Landkreis Pfaffenhofen an der Ilm. Im Jahr 1906 erhielt das Kirchendach eine Höhe, die die Schallöffnungen der Glockenstube des Turmes weit überragt. Winkelmessungen in der nördlichen Schallöffnung waren dadurch nicht mehr möglich.
Stand 1956: Schweitenkirchen, Festpunkt Nr. 85.

### Teichitz(Teuchatz)
Bei der Bezeichnung dieses bei 49° 51′ 37″ N, 11° 4′ 24″ O gelegenen Punktes auf der Karte handelt es sich wohl um die Aussprache des Namens des naheliegenden Ortes Teuchatz in fränkischer Mundart. Der Punkt liegt auf 566,7 Meter Höhe auf dem Weidenberg in einer Entfernung von 1,8 Kilometern südwestlich von Teuchatz. Im Münchner Tagsblatt vom 3. Juni 1830 wurde berichtet, dass am 25. Mai 1830 ein heftiger Sturm „den bei Teuchatz für trigonometrische Vermessungen errichteten Thurm umwarf“. Im Jahr 1843 wurde der Punkt mit unterirdischen Marken versichert und 1868 mit einem HDNP-Stein markiert. Wegen der Unsicherheit der Lage des HDNP-Steins im Vergleich zum alten Zentrum wurde der Punkt in den Jahren 1905/06 neu bestimmt, wobei sich gegenüber den alten Koordinaten nur eine lineare Änderung um 12,4 Zentimeter ergab.
Stand 1956: Zeegendorf, Weidenberg (Teuchatz), Festpunkt Nr. 103.

### Wülzburg

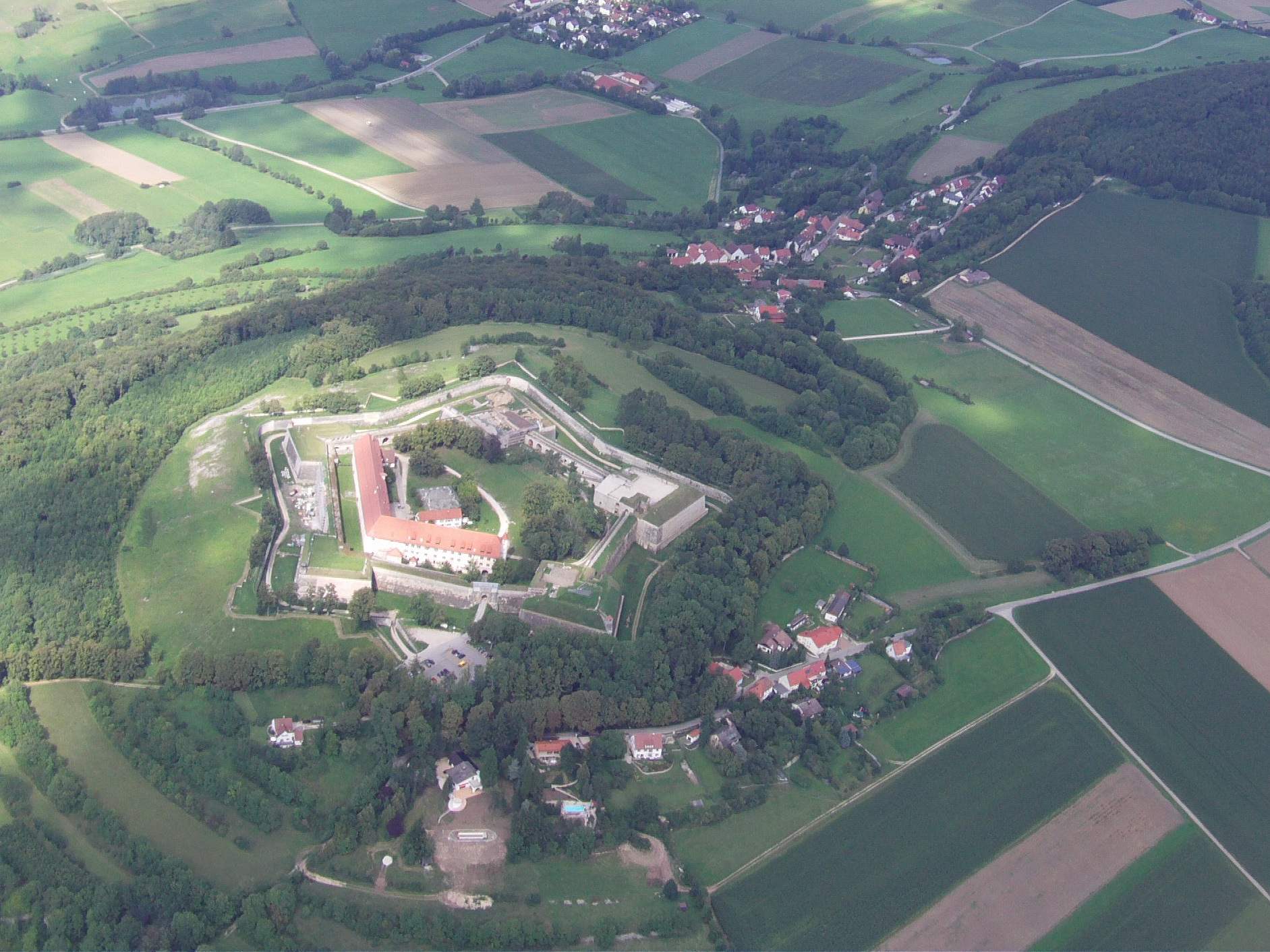
Luftbild der Wülzburg (2011)

Der Punkt 49° 1′ 30″ N, 11° 0′ 16″ O liegt auf der Wülzburg in einem ehemaligen hölzernen Beobachtungstürmchen auf dem Dach der früheren Kaserne. Die Winkelmessungen begannen im Jahr 1803.
Stand 1956: Weißenburg, Wülzburg, Festpunkt Nr. 99.